# Artur Dutkiewicz
Artur Dutkiewicz (ur. 12 grudnia 1958 w Pińczowie) – polski pianista jazzowy i kompozytor; także pedagog.

## Edukacja
W wieku lat 11 zaczął się uczyć gry na fortepianie pod kierunkiem prof. Zofii Lipińskiej i swojego ojca (nauczyciela muzyki). Potem uczył się w Średniej Szkole Muzycznej w Kielcach (w klasie fortepianu prof. Włodzimierza Kutrzeby). Jako jej uczeń zdobył wiele nagród, m.in. III nagrodę w konkursie na III Międzynarodowym Festiwalu Pianistów Jazzowych w Kaliszu (1976) oraz III nagrodę w konkursie improwizacji jazzowej w konkursie organizowanym przez Akademię Muzyczną w Katowicach (1977). W konkursie tym zdobył ponadto nagrodę specjalną dla najlepszego uczestnika-ucznia szkoły średniej. Dało mu tu wstęp wolny na tę uczelnię, gdzie ukończył studia (dyplom z wyróżnieniem) na Wydziale Jazzu i Muzyki Rozrywkowej w klasie kompozycji i aranżacji Zbigniewa Kalemby.

## Kariera muzyczna
Już w czasie studiów sformował własny zespół muzyczny – Sunday Trio. Wystąpił z nim na Studenckim Festiwalu Jazzowym Jazz nad Odrą we Wrocławiu w 1979 roku, gdzie zdobył wyróżnienie. Współpracował też z zespołem Prońko Band, a potem – w latach 1982–1985 – z gdyńskim Teatrem Instrumentalnym Ryszarda Miśka. W tym ostatnim przedsięwzięciu był nie tylko muzykiem, ale też aktorem (tzw. muzitor). współtworzył muzykę teatralną (m.in. Proces, Taniec lokatora) prezentowaną na zagranicznych festiwalach teatralnych (Dania, RFN, Szwajcaria, Włochy).
Od roku 1986 skoncentrował się na karierze solowej i własnych przedsięwzięciach muzycznych. Prowadził też trio wraz z perkusistą Czesławem Bartkowskim i kontrabasistą Andrzejem Cudzichem. Od 1986 do 2012 roku był członkiem Kwartetu Tomasza Szukalskiego a od 1988 roku tworzył Szukalski / Dutkiewicz Duo. Muzycy odnosili sukcesy na festiwalach w Niemczech (Munster Jazz Festival), Holandii (North Sea Jazz Festival),Węgrzech (Sziget Festival) Rosji, Francji. W 1986 roku odbyli wraz z gwiazdą world Music Mulatu Astatke afrykańskie tournée po Etiopii. Współpracował m.in. ze Zbigniewem Namysłowskim, Tadeuszem Nalepą, Janem Ptaszynem Wróblewskim, Grażyną Auguścik, Urszulą Dudziak, Deborah Brown, Michelle Hendricks, Lorą Szafran, Carlosem Johnsonem, Darkiem Oleszkiewiczem, Jorgosem Skoliasem.
W 1987 roku został finalistą konkursu pianistycznego im. Theloniousa Monka w Waszyngtonie gronie takich gwiazd jazzu jak Joe de Francesco i Marcus Roberts.
W 1988 roku Artur Dutkiewicz jako pierwszy muzyk jazzowy wystąpił z recitalem solowym na targach MIDEM w Cannes; koncert transmitowało Radio France.
W latach 1990–1993 często występował we Francji m.in. z Tomaszem Szukalskim, Alainem Brunetem i Pierre’em Michelotem. Koncertował w wielu prestiżowych salach jak Opera de Paris Bastille, Auditorium Des Halles i w znanych klubach jazzowych Paryża, jak New Morning, Duc des Lombards czy Passage Nord Quest.
W 1996 roku założył kolejny zespół – Electric Jazz Concert. Wkrótce potem powstało też Artur Dutkiewicz Trio z kontrabasistą Andrzejem Cudzichem i perkusistą Łukaszem Żytą. W zespole występowali też Sebastian Frankiewicz na perkusji oraz Darek Oleszkiewicz i Daniel Biel na kontrabasie. Zespół wykonywał m.in. utwory z płyt „Niemen Improwizacje” oraz „Hendrix Piano”.
Od 2012 roku Artur Dutkiewicz Trio występuje w składzie z Michałem Barańskim (kontrabas) i Łukaszem Żytą (perkusja) i wykonuje głównie kompozycje lidera. Zespół wystąpił m.in. na festiwalach Beijing Nine Gates, Düsseldorf Jazz Rally, Kontu Festiwal w Helsinkach, Utsav Jazz Festival w Nowym Delhi, Notturni in Palestra w Mediolanie czy Havana Jazz Plaza. W 2015 odbył tournee koncertowe po Australii i Nowej Zelandii biorąc udział w największych festiwalach jazzowych na Antypodach: w Melbourne, Perth, Brisbane i Wellington. W 2016 trio oklaskiwała m.in. publiczność kanadyjska podczas trasy koncertowej w zachodniej Kanadzie (Vancouver, Calgary, Edmonton, Kelowna).
Artur Dutkiewicz występuje również solo, jest cenionym improwizatorem fortepianowej muzyki jazzowej. Występował z recitalami w Barbican Centre w Londynie, Salle de Molière w Lyonie, w operze pekińskiej, waszyngtońskiej Katzen Centre, Theather São Paulo, na Glasgow Jazz Festival, w Filharmonii Narodowej, Auditori Axa w Barcelonie i Palazio Foz w Lizbonie, a także w Vishalakshi Meditation Hall w Bangalore, w National Museum Te Papa w Wellington i w Founders Theatre w Hamilton.
W 2016 roku odbył solową trasę koncertową w Australii i Nowej Zelandii dając 10 recitali.
Artur Dutkiewicz nazywany jest „ambasadorem jazzu” (Jazz Forum 12/2012, s. 44-47), jest jednym z najczęściej koncertujących za granicą polskich muzyków jazzowych. Odwiedził około stu krajów na wszystkich kontynentach, występując w prestiżowych salach koncertowych. Promuje wartości ludzkie jak harmonijne życie w różnorodności, życie bez stresu, w pokoju, czego przykładem był koncert na 30 fortepianów z udziałem pianistów z całego świata na Stadionie Olimpijskim w Berlinie podczas festiwalu kultur świata, gdzie zaaranżował specjalny utwór.

## Dyskografia
- 1986 Tomasz Szukalski Tina Blues (LP,Wipe/Poljazz)
- 1986 Artur Dutkiewicz: Błękitna Ścieżka (CD, Polonia Records)
- 1988 Grażyna Auguścik: Sunrise sunset (LP, Muza SX-2615)
- 1989 Deborah Brown i Zbigniew Namysłowski: Double Trouble (LP)
- 1989 Tomasz Szukalski: Borżomski Wąwóz – Body and soul (LP, Muza SX-2807)
- 1989 Tomasz Szukalski: Tina Blues (LP)
- 1992 Tomasz Szukalski: Body and Soul (CD,Polonia Records)
- 1994 Marek Bałatą Voice Paintings (Koch JAZZ)
- 1995 Tadeusz Nalepa: Najstarszy Zawód Świata
- 1996 Artur Dutkiewicz: Błękitna Ścieżka (CD, Polonia Records)
- 1999 Tadeusz Nalepa: Zerwany Film (CD Pomaton-EMI)
- 1999 Piotr Baron: Bogurodzica  (Universal Music Polska)
- 1999 Electric Jazz Concert: Lady Walking (CD, Universal Music Polska)
- 2006 Tadeusz Nalepa Breakout i Przyjaciele DVD
- 2009 Artur Dutkiewicz Trio: Niemen Improwizacje (Pianoart)
- 2010 Artur Dutkiewicz Trio: Hendrix Piano (Pianoart)
- 2012 Artur Dutkiewicz Solo: Mazurki (Pianoart)
- 2014 Artur Dutkiewicz Trio: Prana (Pianoart)
- 2017 Artur Dutkiewicz Trio: Traveller (Pianoart)

## Nagrody i wyróżnienia
W 2001 roku Artur Dutkiewicz otrzymał Srebrny Krzyż Zasługi. 7 października 2012 Rada Miejska Pińczowa przyznała Arturowi Dutkiewiczowi tytuł Honorowego Obywatela Pińczowa.
Muzyk zdobył także wiele nagród i wyróżnień na międzynarodowych konkursach muzycznych, m.in. III nagrodę na Międzynarodowym Konkursie Pianistów Jazzowych Kalisz (1976) i Konkursie Improwizacji Jazzowej w Akademii Muzycznej w Katowicach (1977), gdzie zdobył także nagrodę specjalną dla najlepszego uczestnika spośród uczniów szkół średnich. Na Festiwalu Jazz nad Odrą w 1979 zdobył wyróżnienie indywidualne. Dwukrotnie zdobywał także nagrody w Konkursie Kompozytorskim Jazz Jantar (I nagrodę w 1987 i II w 1985). W 1987 doszedł także do półfinału w organizowanym w Waszyngtonie Międzynarodowym Konkurs Pianistycznym im. Theloniousa Monka.
W 2017 został odznaczony Srebrnym Medalem „Zasłużony Kulturze Gloria Artis”.

## Działalność pedagogiczna
− prowadzi klasę fortepianu na Międzynarodowych Warsztatach Jazzowych, wcześniej w Chodzieży a następnie w Puławach (1987–2016)
− wielokrotnie prowadził Małą Akademię Jazzu w Szkołach Muzycznych I i II st.
− wielokrotnie zasiadał w jury Międzynarodowego Konkursu Pianistów Jazzowych w Kaliszu
− przewodniczący jury na Międzynarodowym Konkursie Improwizacji Jazzowej w Wilnie (2006)
Wykłady i workshopy: Centro Nacionale del ArtesMexico City, Bejing Contemporary Music Academy, Kanton Academy of Arts, Conservatorio Nacional de Musica Lima, Izmir Jazz Festival Turcja, Tunezja Carthage Jazz Festival, Bratysława Conservatory of Music, Konserwatorium Muzyczne Wilno, College of Performing and Visual Arts Addis Abeba